# 제5회 MBC 강변가요제
《제5회 MBC 강변가요제》는 제5회 MBC 강변가요제 출전곡이 수록된 음반이다.

## 수록곡
| #  | 제목                       | 작사   | 작곡   | 노래     | 재생 시간 |
| -- | -------------------------- | ------ | ------ | -------- | --------- |
| 1. | 〈J에게 (대상)〉           | 이세건 | 이세건 | 4막 5장  | 3:39      |
| 2. | 〈홀로 떠난 여행〉         | 김종학 | 박준호 | 김종미   | 2:28      |
| 3. | 〈구름강강 산술래 (금상)〉 | 봉진근 | 안치돈 | 푸른소리 | 3:31      |
| 4. | 〈서글픈 사랑〉            | 이지웅 | 이지웅 | 김순희   | 3:15      |
| 5. | 〈넓고 깊은 사랑〉         | 김용국 | 김용국 | 김용국   | 3:08      |
| 6. | 〈어릿광대〉               | 강현민 | 김한권 | 철마     | 4:25      |

| #  | 제목                             | 작사   | 작곡   | 노래   | 재생 시간 |
| -- | -------------------------------- | ------ | ------ | ------ | --------- |
| 1. | 〈여름 그리기 (은상)〉           | 이지웅 | 이지웅 | 손정희 | 3:25      |
| 2. | 〈길잃은 친구에게 (장려상)〉     | 이정황 | 이정황 | 덧마루 | 4:09      |
| 3. | 〈지난 날의 슬픈 이야기 (동상)〉 | 박희원 | 박희원 | 멜러디 | 3:59      |
| 4. | 〈지난 새벽 (특별상)〉           | 박철   | 박철   | 정혜경 | 4:06      |
| 5. | 〈환상〉                         | 이경호 | 이경호 | 백마들 | 4:32      |

## 특징
- 가수 이선희는 듀엣그룹 4막5장 멤버로 출전해 대상을 수상한 뒤 독집까지 내는 등 80년대 활발한 활동으로 인기를 얻는다.
- Side B에 두 번째 트랙에 실려있고 장려상을 수상한 덧마루는 한석규 등으로 구성된 4인조 보컬로 한석규는 후에 배우로 인기를 얻는다.